# قوم تپه
قوم تپه مربوط به هزاره اول قبل از میلاد است و در شهرستان ورزقان، بخش مرکزی، دهستان سینا، ۲ کیلومتری جنوب شرق روستای وردین واقع شده و این اثر در تاریخ ۸ بهمن ۱۳۸۵ با شمارهٔ ثبت ۱۷۱۰۹ به‌عنوان یکی از آثار ملی ایران به ثبت رسیده است.